# Ryuji Sato
Ryuji Sato (Japans: 佐藤 隆治, Satō Ryūji) (Nagoya, 16 april 1977) is een Japans voetbalscheidsrechter. Hij is sinds 2009 aangesloten bij zowel de wereldvoetbalbond FIFA als de continentale confederatie AFC. Ook is hij actief in de J-League, de nationale competitie van Japan. Sato is thans de actiefste internationale arbiter uit Japan; vijf jaar lang moest hij Yuichi Nishimura voor zich dulden, maar die stopte in oktober 2014 als FIFA-scheidsrechter. Op clubniveau leidt Sato voornamelijk wedstrijden in de AFC Champions League, waarin hij sinds 2012 jaarlijks enkele groepsduels en een kwartfinale krijgt toegewezen.
Sato leidde zijn eerste interland in maart 2009, een wedstrijd ter kwalificatie voor het Oost-Aziatisch kampioenschap voetbal 2010 tussen Macau en de Noordelijke Marianen (6–1). Op dezelfde dag maakte de Zuid-Koreaanse arbiter Kim Jong-hyeok, die Sato onder meer in januari 2015 bij het Aziatisch kampioenschap weer tegenkwam, zijn interlanddebuut. Op 4 juni 2011 leidde Sato de wedstrijd om de Kirin Cup 2011 tussen Peru en Tsjechië (0–0). Tussen 2009 en 2014 leidde Sato interlands op enkele toernooien als het Zuidoost-Aziatisch kampioenschap 2010 en de AFC Challenge Cup 2012. In december 2014 werd hij opgenomen in het arbitrale team voor het Aziatisch kampioenschap voetbal 2015 in Australië. Sato floot drie wedstrijden op het toernooi, waaronder de halve finale op 26 januari tussen Zuid-Korea en Irak (2–0) in het ANZ Stadium in Sydney. De Oezbeek Ravshan Irmatov leidde de andere halve finale. In de beslissende groepswedstrijd tussen Iran en de Verenigde Arabische Emiraten maakte Reza Ghoochannejhad in de blessuretijd het enige en winnende doelpunt, waardoor het Iraans voetbalelftal als groepswinnaar eindigde. De bondscoach van de Emiraten trok na afloop van de wedstrijd de onpartijdigheid van arbiter Sato in twijfel omdat hij meende dat het doelpunt in buitenspelpositie was gemaakt; door zijn opmerkingen riskeerde hij een hoge boete van de Aziatische voetbalbond. In december 2015 werd Sato opgenomen in de arbitrale selectie voor het wereldkampioenschap voetbal voor clubs 2015 in Japan.

## Interlands
| Datum            | Wedstrijd                       | Uitslag | Competitie                       | Kreeg geel | Kreeg voor de tweede keer geel en dus rood | Weggestuurd |
| ---------------- | ------------------------------- | ------- | -------------------------------- | ---------- | ------------------------------------------ | ----------- |
| 11 maart 2009    | Macau – Noordelijke Marianen    | 6 – 1   | Oost-Aziatisch kampioenschap     | 4          | 0                                          | 0           |
| 15 maart 2009    | Noordelijke Marianen – Mongolië | 1 – 4   | Oost-Aziatisch kampioenschap     | 3          | 0                                          | 0           |
| 7 februari 2010  | Zuid-Korea – Hongkong           | 5 – 0   | Oost-Aziatisch kampioenschap     | 3          | 0                                          | 0           |
| 1 december 2010  | Thailand – Laos                 | 2 – 2   | Zuidoost-Aziatisch kampioenschap | 2          | 0                                          | 0           |
| 7 december 2010  | Indonesië – Thailand            | 2 – 1   | Zuidoost-Aziatisch kampioenschap | 6          | 0                                          | 1           |
| 25 maart 2011    | Zuid-Korea – Honduras           | 4 – 0   | Vriendschappelijk                | 1          | 0                                          | 0           |
| 4 juni 2011      | Peru – Tsjechië                 | 0 – 0   | Kirin Cup                        | 5          | 0                                          | 0           |
| 3 juli 2011      | Laos – Cambodja                 | 6 – 2   | Kwalificatie WK 2014             | 4          | 0                                          | 0           |
| 27 juli 2011     | Myanmar – Oman                  | 0 – 2   | Kwalificatie WK 2014             | 2          | 0                                          | 0           |
| 8 maart 2012     | Nepal – Palestina               | 0 – 2   | AFC Challenge Cup                | 4          | 0                                          | 0           |
| 13 maart 2012    | Tadzjikistan – Filipijnen       | 1 – 2   | AFC Challenge Cup                | 6          | 0                                          | 0           |
| 19 maart 2012    | Turkmenistan – Noord-Korea      | 1 – 2   | AFC Challenge Cup                | 6          | 0                                          | 0           |
| 24 november 2012 | Thailand – Filipijnen           | 2 – 1   | Zuidoost-Aziatisch kampioenschap | 4          | 0                                          | 0           |
| 30 november 2012 | Thailand – Vietnam              | 3 – 1   | Zuidoost-Aziatisch kampioenschap | 4          | 0                                          | 1           |
| 6 februari 2013  | Thailand – Koeweit              | 1 – 3   | Kwalificatie AK 2015             | 6          | 0                                          | 0           |
| 6 september 2013 | China – Singapore               | 6 – 1   | Vriendschappelijk                | 3          | 0                                          | 0           |
| 15 oktober 2013  | Maleisië – Bahrein              | 1 – 1   | Kwalificatie AK 2015             | 2          | 0                                          | 0           |
| 19 november 2013 | V.A.E. – Vietnam                | 5 – 0   | Kwalificatie AK 2015             | 0          | 0                                          | 1           |
| 8 september 2014 | Zuid-Korea – Uruguay            | 0 – 1   | Vriendschappelijk                | 1          | 0                                          | 0           |
| 13 januari 2015  | Oman – Australië                | 0 – 4   | Aziatisch kampioenschap          | 4          | 0                                          | 0           |
| 19 januari 2015  | Iran – V.A.E.                   | 1 – 0   | Aziatisch kampioenschap          | 4          | 0                                          | 0           |
| 26 januari 2015  | Zuid-Korea – Irak               | 2 – 0   | Aziatisch kampioenschap          | 3          | 0                                          | 0           |
| 27 maart 2015    | Zuid-Korea – Oezbekistan        | 1 – 1   | Vriendschappelijk                | 2          | 0                                          | 0           |
| 13 oktober 2015  | Zuid-Korea – Jamaica            | 3 – 0   | Vriendschappelijk                | 3          | 0                                          | 0           |
| 24 maart 2016    | Oezbekistan – Filipijnen        | 1 – 0   | Kwalificatie WK 2018             | 1          | 0                                          | 1           |
| 7 juni 2016      | Denemarken – Bulgarije          | 4 – 0   | Vriendschappelijk                | 1          | 0                                          | 0           |
| 1 september 2016 | Oezbekistan – Syrië             | 1 – 0   | Kwalificatie WK 2018             | 4          | 0                                          | 0           |
| 11 oktober 2016  | Iran – Zuid-Korea               | 1 – 0   | Kwalificatie WK 2018             | 2          | 0                                          | 0           |